# Phantom (canção)
"Phantom" é uma canção da cantora nipo-britânica Rina Sawayama, contida em seu segundo álbum de estúdio Hold the Girl (2022). Foi composta pela própria cantora ao lado de Lauren Aquilina, Vic Jamieson e Clarence Clarity, tendo Clarity e Stuart Price como produtores. Foi lançada pela gravadora independente Dirty Hit em 25 de agosto de 2022 como o quarto single do álbum.
A canção é uma balada pop sobre Sawayama reavaliando suas necessidades versus as de outras pessoas. Sobre a música, ela disse: “Percebi como adulta que passei toda a minha vida agradando outras pessoas e não percebendo — constantemente forçando meus limites e não percebendo a diferença entre o que eu queria fazer e o que as outras pessoas queriam [de mim] Através das letras do verso, estou tentando contar essa história e, em seguida, nos refrões, sou a manhã a perda do meu verdadeiro eu.” No lançamento do álbum em um "faixa por faixa" para a Apple Music, ela falou sobre como a música surgiu: “Eu não consigo me lembrar como essa música surgiu, mas acho que eu tinha escrito 'Phantom' nas minhas notas e eu estava tipo, 'Vamos tentar as coisas e ver como soa'. Apenas surgindo ideias. É uma balada de rock adequada, quase uma canção de amor, sobre se perder e querer aquela pessoa de volta porque você não gosta da pessoa que você é agora. Eu queria que tivesse uma vibração real do Aerosmith.”

## Faixas e formatos
Download digital
1. "Phantom" – 4:25

Pacote de streaming
1. "Phantom" – 4:25
2. "Hold the Girl" – 4:05
3. "Catch Me in the Air" – 3:35
4. "This Hell" – 3:56

## Créditos e pessoal
Créditos da música adaptados do Tidal.
- Rina Sawayama — vocais, compositora
- Clarence Clarity — produtor, compositor
- Stuart Price — produtor
- Lauren Aquilina — compositora
- Vic Jamieson — compositor

## Histórico de lançamento
| Região | Data                 | Formato                    | Versão   | Gravadora | Ref.        |
| ------ | -------------------- | -------------------------- | -------- | --------- | ----------- |
| Várias | 25 de agosto de 2022 | Download digital streaming | Original | Dirty Hit | [ 5 ] [ 6 ] |